# Pycnomerus lineatus
Pycnomerus lineatus es una especie de coleóptero de la familia Zopheridae.

## Distribución geográfica
Habita en Congo, Kinshasa.